# Renaud Laplanche
Renaud Laplanche (nacido en 1970) es un empresario y ejecutivo de negocios franco-estadounidense. Es cofundador y director ejecutivo de la empresa de tecnología financiera Upgrade Inc.. Antes de fundar la empresa, Laplanche cofundó y se desempeñó como director ejecutivo de Lending Club, una empresa estadounidense de préstamos entre pares, durante una década. Antes de su mandato en Lending Club, también cofundó y dirigió TripleHop Technologies, el fabricante del software MatchPoint, que posteriormente fue adquirido por Oracle Corporation.

## Biografía
Renaud Laplanche nació en Francia en 1970 y se educó allí. Navegó en competición y ganó el Campeonato de Francia de Laser en 1988 y 1990. Abandonó la competición antes de los Juegos Olímpicos de Barcelona para dedicarse a sus estudios.
Estudió comercio y derecho, obteniendo el Magistère Juriste d'Affaires - DJCE en la Universidad de Montpellier, luego un MBA en HEC Paris, antes de continuar sus estudios en la London Business School.
De 1995 a 1999, Renaud Laplanche trabajó como especialista en derecho de operaciones bursátiles y como asociado senior en el despacho Cleary Gottlieb Steen & Hamilton, primero en París y posteriormente en Nueva York. Los asuntos en los que trabaja incluyen fusiones, adquisiciones, empresas conjuntas y transacciones que involucran inversiones en empresas de alta tecnología.
En 2006, Renaud Laplanche dejó Oracle y cofundó Lending Club con Soul Htite. Fue durante su actividad al frente de TripleHop Technologies cuando se le ocurrió la idea de Lending Club, cuando se dio cuenta de que su tarjeta de crédito devengaba un interés del 18%, mientras que su empresa tenía que contentarse con una tasa del 1,5% recibida del banco sobre certificados de depósito de alto rendimiento.
En 2016, Renaud Laplanche se vio obligado a dimitir de Lending Club, tras violar varias normas de la empresa, incluidos los conflictos de intereses.

## Reconocimiento
Renaud Laplanche fue nombrado “empresario del año 2012” por BFM TV. También obtuvo el título de “empresario del año” de HEC Paris para el año 2002.
En 2013, fue elegido “Empresario del Año” por Ernst & Young para la región del Norte de California.
En octubre de 2015, era uno de los tres franceses incluidos en el ranking de las cincuenta personalidades más influyentes del mundo económico elaborado por la agencia Bloomberg.